# Sarthe
La Sarthe /saʁt/ è un dipartimento francese della regione Paesi della Loira (Pays de la Loire).

## Geografia fisica
Il territorio del dipartimento confina con i dipartimenti dell'Orne a nord, dell'Eure-et-Loir a nord-est, del Loir-et-Cher a est, dell'Indre e Loira a sud-est, del Maine e Loira a sud-ovest e della Mayenne a ovest.
Le principali città, oltre al capoluogo Le Mans, sono La Flèche e Mamers.
Nelle strade intorno a Le Mans, il Circuit de la Sarthe è un tracciato automobilistico non permanente sede annuale della 24 Ore di Le Mans.